# Alfred Clebsch
Rudolf Friedrich Alfred Clebsch (19 de enero de 1833 - 7 de noviembre de 1872) fue un matemático alemán que hizo importantes contribuciones en geometría algebraica y teoría de invariantes. Estudió en la Universidad de Königsberg y comenzó su carrera docente en la Universidad Humboldt de Berlín y la Universidad de Karlsruhe. Sus colaboraciones con Paul Gordan en la Universidad de Gießen llevó a la introducción de los Coeficientes Clebsch—Gordan para armónicos esféricos, que actualmente son ampliamente utilizados en mecánica cuántica.
Junto con Carl Neumann en la Universidad de Göttingen, fundó en 1868 la revista de investigación matemática Mathematische Annalen.
En 1883, Adhémar Jean Claude Barré de Saint-Venant tradujo el trabajo de Clebsch sobre elasticidad al idioma francés, publicándolo bajo el título de Théorie de l'élasticité des Corps Solides.

## Libros de Clebsch
- Vorlesungen über geometrie (Teubner, Leipzig, 1876-1891) editado por Ferdinand Lindemann.
- Théorie der binären algebraischen Formen (Teubner, 1872)
- Theorie der Abelschen Functionen con P. Gordan (B. G. Teubner, 1866)
- Theorie der Elasticität fester Körper (B. G. Teubner, 1862)